# Boreomysis microps
Boreomysis microps är en kräftdjursart som beskrevs av Georg Ossian Sars 1884. Boreomysis microps ingår i släktet Boreomysis och familjen Mysidae. Inga underarter finns listade i Catalogue of Life.